# Csalár Bence
Csalár Bence divatújságíró és divatszakértő. Szakterülete a magyar kortárs divat. A Színfalak mögött – A magyar divat című könyv szerzője, valamint egyetemi óraadó tanár, kreatív szakember. 2016-ban a Fashion Awards Hungary "Az év divatbloggere" kategóriájának nyertese volt, valamint 2018-ban a Cosmopolitan Hungary "Az év bloggerének" választotta.

## Életpályája
A balassagyarmati születésű divatújságíró a Budapesti Corvinus Egyetemen folytatta tanulmányait kommunikáció és médiatudomány szakon, azonban már gimnazista korában több alkalommal publikált a szülővárosához köthető lapokban (így például a Nógrád Megyei Hírlapban). Az egyetemi tanulmányai során kezdett gyakornokként 2010-ben a divatszakmában aktívan dolgozni, ahol Simonovics Ildikó divattörténész mellett dolgozott a Street Fashion Budapest című projektben, a Kiscelli Múzeum szervezésében. 2012-ben indította útjára saját blogját, majd több nemzetközi divatlap újságírójaként (Glamour, InStyle, Marie Claire, Elle, Cosmopolitan) tevékenykedett. Saját vállalkozása van, publikál, rendezvényeket és kerekasztal-beszélgetéseket szervez. A  Budapesti Metropolitan Egyetem Művészeti Karának óraadó tanára (divat- és textiltervezés, divatfotográfia szakokon). Továbbá a Werk Akadémia "Divatszakértő és stylist" szak mentora.
2020-ban megjelent könyvében összegyűjtötte 30 év legmeghatározóbb kortárs magyar divattervezőjét Színfalak mögött – A magyar divat címmel.